# 福里斯特·S·彼得森
福里斯特·S·彼得森（1922年5月16日—1990年12月8日）是一位美国海军航空兵飛行員，曾担任X-15試驗機试飞员，1962年获NASA杰出服务奖章，以海军中将军衔退役。